# فيم كوك
فيليم «فيم» كوك الابن (بالهولندية: Wim Kok)‏ (نطق هولندي: [ ʋɪ م kɔk ]) (من مواليد 29 سبتمبر 1938 - توفي في 20 أكتوبر 2018)، هو سياسي هولندي من حزب العمل الهولندي (PvdA). شغل منصب رئيس وزراء هولندا من 22 أغسطس 1994 حتى 22 يوليو 2002.

## روابط خارجية
- فيم كوك على موقع IMDb (الإنجليزية)
- فيم كوك على موقع مونزينجر (الألمانية)
- فيم كوك على موقع إن إن دي بي (الإنجليزية)
- فيم كوك على موقع قاعدة بيانات الفيلم (الإنجليزية)